# أطعمة الحمية

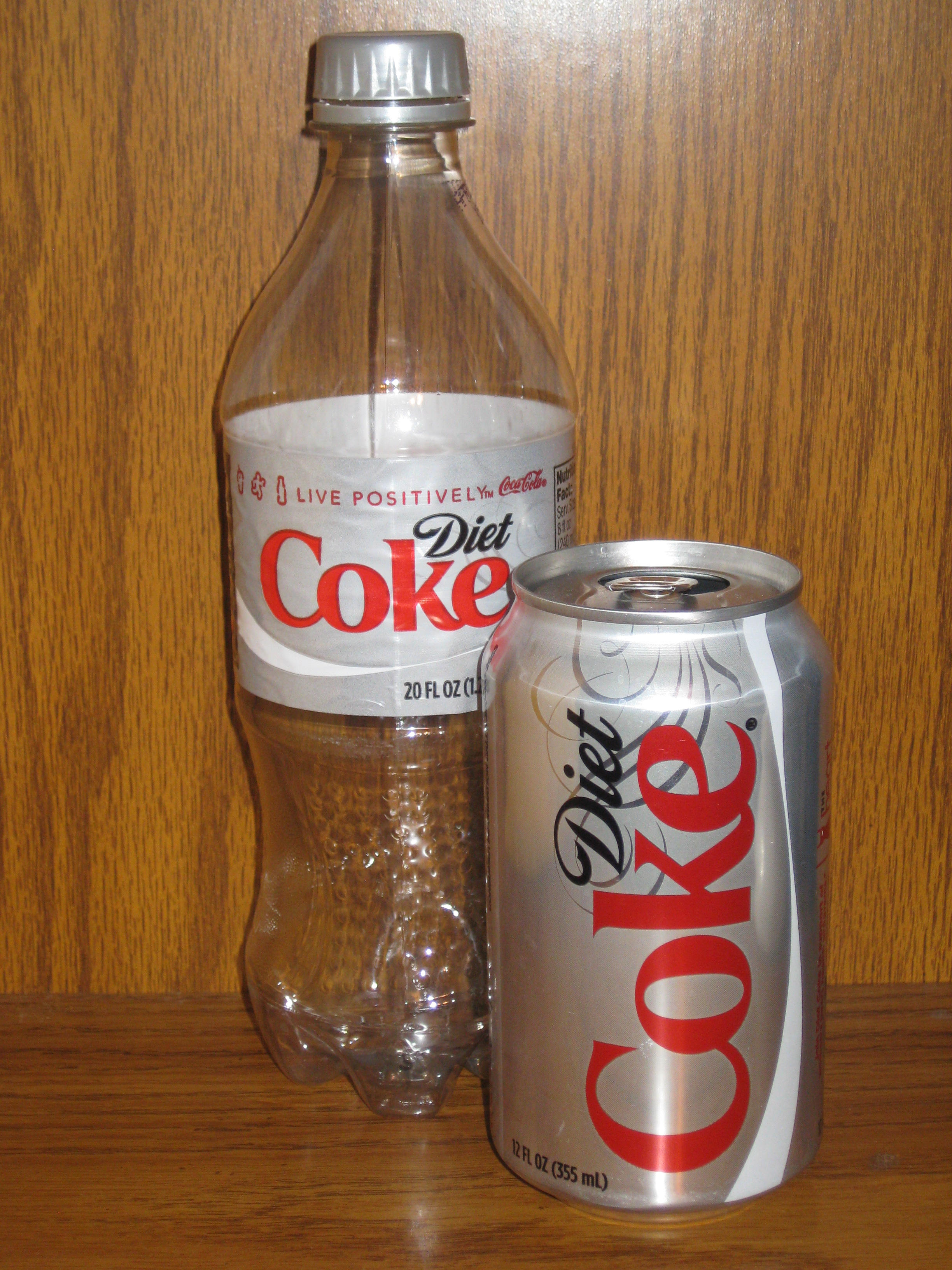
مشروب غازي للحمية

يشير مصطلح أطعمة الحمية (أو أطعمة التخسيس) إلى أي طعام أو شراب تم تغيير بعض خصائصه بطريقة ما لجعلها جزءًا من الحمية الذي يهدف إلى تغيير شكل الجسم. وعلى الرغم من أن الهدف الأساسي لأطعمة الحمية هو فُقدان الوزن وإحداث تغيير في شكل الجسم، ففي بعض الأحيان يكون الهدف هو المساعدة في زيادة الوزن أو العضلات مثلما هو الحال في المكملات الغذائية لكمال الأجسام.

## مصطلحات
إضافة إلى كلمة حمية، تستخدم العديد من الكلمات والعبارات الأخرى لتعريف ووصف هذه الأطعمة، بما في ذلك خفيف أو قليل أو خالٍ من السعرات ، وعديم السعرات الحرارية وقليل السعرات الحرارية وقليل الدهون وعديم الدهون وخالٍ من الدهون وعديم السكر وخالٍ من السكر وصفر السعرات الحرارية. وربما ينظم القانون استخدام هذه المصطلحات في بعض المجالات التي تستخدمها. وعلى سبيل المثال ففي الولايات المتحدة، يجب أن لا يحتوي المنتج المُصنف أنه قليل الدهون على أكثر من 3 جرامات من الدهون في كل وجبة غذائية ويجب أن يحتوي المنتج المُصنف تحت الخالي من الدهون على أقل من 0.5 جرام من الدهون في كل وجبة غذائية.

## العملية
عادة ما تتطلب عملية صُنع صنف حمية من أحد الأطعمة إيجاد بديل ذي طاقة غذائية منخفضة من بعض الأصناف التي تتميز بطاقة غذائية عالية. ويمكن إجراء هذه العملية ببساطة من خلال استبدال بعض سكر الطعام أو كله مع بديل السكر مثلما هو شائع في مشروبات الحمية الغازية مثل الكوكاكولا (على سبيل المثال كوك الحمية). وفي بعض الوجبات الخفيفة، ربما تُخبز الأطعمة بدلاً من أن تُقلى وبالتالي تعمل على تقليل الطاقة الغذائية. وفي حالات أخرى، ربما تستخدم المكونات قليلة الدهون كبديل.
ففي أطعمة الحبوب الكاملة، يحل المحتوى العالي من الألياف بفعالية محل بعض مكونات الطحين النشوية. وحيث أن بعض الألياف ليس بها طاقة غذائية، فهذا يؤدي إلى انخفاض الطاقة المعتدلة. وهناك أسلوب آخر يعتمد على الإضافة المتعمدة للمكونات الأخرى ذات الطاقة الغذائية المنخفضة، مثل النشا المقاوم أو الألياف الغذائية لاستبدال جزء من الطحين وتحقيق خفض الطاقة الأكثر أهمية.

## أوجه الخلاف
ففي أطعمة الحمية التي تستبدل السكر ببدائل الطاقة الغذائية المنخفضة، هناك بعض أوجه الخلاف القائمة حول إمكانية أن يستخدم بديل السكر ليحل محل السكر الذي يعتبر في حد ذاته من الأشياء الضارة. حتى لو أن هذه المسألة تم حلها بشكل مرضٍ (وهو أمر بعيد عن الاحتمال في الوقت الحالي )، فستظل المسألة الخلافية هي إذا ما كانت فوائد خفض الطاقة الغذائية تفوق الخسائر المتوقعة.
ففي العديد من الأطعمة القليلة الدهون والخالية من الدهون يتم استبدال الدهون بـ السكر أو الطحين أو المكونات الأخرى ذات الطاقة الغذائية الكاملة وتقليل قيمة الطاقة الغذائية الصغيرة، إن وجد. علاوة على ذلك، فإن الإفراط في السكر المهضوم (فضلاً عن الإفراط في أي من المُغذيات الكبيرة المقدار) المخزنة على شكل دهون.